# Illiesoperla echidna
Illiesoperla echidna är en bäcksländeart som beskrevs av Günther Theischinger 1984. Illiesoperla echidna ingår i släktet Illiesoperla och familjen Gripopterygidae. Inga underarter finns listade i Catalogue of Life.